# Polyplectropus akrisios
Polyplectropus akrisios är en nattsländeart som beskrevs av Malicky 1997. Polyplectropus akrisios ingår i släktet Polyplectropus och familjen fångstnätnattsländor. Inga underarter finns listade i Catalogue of Life.